# توماس تي. فارلي
توماس تي. فارلي هو محامي وسياسي أمريكي، ولد في 10 نوفمبر 1934، وتوفي في 23 أغسطس 2010 بسبب سرطان البنكرياس. انتخب عضو مجلس نواب كولورادو ‏.